# 최봉원
최봉원(1994년 5월 16일 ~ )는 대한민국의 축구 선수로, 현재 일본 규슈 리그 소속 J.FC미야자키에서 뛰고 있다.

## 선수
2013년 FC 서울에 입단하였으며 2014년 체코의 FC 슬로반 리베레츠로 이적하였다.